# Ліжер-Вілледж-Іст (Нью-Джерсі)
Ліжер-Вілледж-Іст (англ. Leisure Village East) — переписна місцевість (CDP) в США, в окрузі Оушен штату Нью-Джерсі. Населення — 4189 осіб (2020).

## Географія
Ліжер-Вілледж-Іст розташований за координатами 40°2′16″ пн. ш. 74°10′5″ зх. д. / 40.03778° пн. ш. 74.16806° зх. д. (40.037777, -74.168192).  За даними Бюро перепису населення США в 2010 році переписна місцевість мала площу 3,88 км², з яких 3,85 км² — суходіл та 0,03 км² — водойми.

## Демографія
Згідно з переписом 2010 року, у переписній місцевості мешкало 4217 осіб у 2743 домогосподарствах у складі 1252 родин. Густота населення становила 1088 осіб/км².  Було 3057 помешкань (789/км²).
Расовий склад населення:
| - 97,3 % — білих - 1,5 % — чорних або афроамериканців - 0,6 % — азіатів |

До двох чи більше рас належало 0,3 %. Частка іспаномовних становила 2,7 % від усіх жителів.
За віковим діапазоном населення розподілялося таким чином: 0,6 % — особи молодші 18 років, 19,5 % — особи у віці 18—64 років, 79,9 % — особи у віці 65 років та старші. Медіана віку мешканця становила 75,2 року. На 100 осіб жіночої статі у переписній місцевості припадало 63,3 чоловіків;  на 100 жінок у віці від 18 років та старших — 62,8 чоловіків також старших 18 років.
Середній дохід на одне домашнє господарство  становив 47 115 доларів США (медіана — 37 976), а середній дохід на одну сім'ю — 70 304 долари (медіана — 55 933). Медіана доходів становила 65 357 доларів для чоловіків та 51 250 доларів для жінок. За межею бідності перебувало 7,6 % осіб, у тому числі 0,0 % дітей у віці до 18 років та 7,4 % осіб у віці 65 років та старших.
Цивільне працевлаштоване населення становило 633 особи. Основні галузі зайнятості: освіта, охорона здоров'я та соціальна допомога — 21,8 %, транспорт — 18,5 %, науковці, спеціалісти, менеджери — 12,0 %, роздрібна торгівля — 11,5 %.